# 聯合艦隊司令長官 山本五十六 (1968年電影)
《山本五十六》一片在1968年日本上映，製作陣容在日片中絕無僅有，動用當時日本近所有一級電影巨星拍攝，戰爭場面由圓谷英二的特攝模型表現，堪稱史上最大關於山本五十六大將的傳記電影。
2011年東映電影公司也進行關於翻拍此片，由役所廣司主演。

## 劇情
第二次世界大戰的爆發，使得世界各地都陷入了無情的戰火硝煙之中，極力反對德意日三國軍事同盟的山本五十六大將，不斷向內閣請願，結果事情不能如願以償，反而被天皇任命為聯合艦隊司令長官，讓山本原本不安的心境更加的混亂。經歷珍珠港事變，中途島戰役、瓜達康納爾島戰役、東所羅門海戰、南太平洋海戰等五大海戰之後，美軍不斷攻陷各個島嶼，打算攻進日本，讓山本束手無策，最後山本因遭到美軍破譯電報而暴露了行動，在布干維爾島上空遭到美軍戰機的攻擊而被擊斃，從此山本結束了他無奈又遺憾的戰爭人生。

## 主要演員
| 演員       | 角色       | 備註 |
| ---------- | ---------- | --- |
| 三船敏郎   | 山本五十六 | 日本聯合艦隊司令官，在太平洋戰爭前極力反對德意日三國軍事同盟，但因天皇下令由他來擔任司令官，從此改變了他之後的人生……                                                   |
| 加山雄三   | 伊集院大尉 | 日本海軍的攻擊隊隊長，在鹿兒島演習時結識了木村圭介，在中途島之戰戰死。                                                                                                 |
| 黑澤年男   | 木村圭介   | 日本海軍航空隊員，非常敬仰山本長官，在鹿耳島演習時差點誤撞伊集院大尉，但也因此而認識了他，在太平洋戰爭中參與了不少英勇戰役，最後在拉巴爾基地告別山本，回到了日本本土。 |
| 松本幸四郎 | 米内光政   | 第37任內閣總理大臣，因為反對三國同盟而被陸軍部官員強力罷免，最後由近衛文麿取代。                                                                                       |
| 辰巳柳太郎 | 白井喜太郎 | 新潟縣的船頭，一次在船上和山本比劃，雙雙掉入河裡，但兩人都對各自的技藝都互相讚嘆。                                                                                     |
| 司葉子     | 木村澄江   | 木村圭介的姊姊，刻苦耐勞的農家子弟，培育木村考上海軍官校。 |
| 酒井和歌子 | 矢吹友子   | 木村的戀人，珍珠港之戰後兩人在家鄉相會，感情如故。 |
| 平田昭彥   | 渡邊參謀   | 戰務參謀官，出場的次數頻繁，是在山本身旁的心腹。 |
| 土屋嘉男   | 黑島龜人   | 先任參謀，和渡邊一樣是山本身旁的心腹，性急暴躁，所以常與陸軍軍官不合。                                                                                                 |
| 佐原健二   | 和田雄四郎 | 通信參謀，和山本等其他參謀官討論戰務。 |
| 藤田進     | 南雲忠一   | 第一航空艦隊司令官，在珍珠港、中途島、南太平洋海戰皆都有參加戰役，但在中途島之戰中因為錯判戰況，枉送許多日本精英而深感愧疚。                                           |
| 安部徹     | 草鹿龍之介 | 南雲身旁的總參謀官，在中途島之戰錯判戰況，以至日軍連兩次的變裝而錯失戰機，導致了中途島之戰的失敗。                                                                     |
| 佐藤允     | 源田實     | 航空參謀，參加過中途島戰役。 |
| 森雅之     | 近衛文麿   | 近衛內閣閣揆，和山本商量與美國的和解問題，去了華盛頓與羅斯福總統對談，沒想到談判破裂，導致了日美在太平洋上的激烈戰鬥。                                                 |
| 藤木悠     | 藤井參謀   | 政務參謀，也是山本身旁的心腹之一，在瓜達康納島戰役中相當擔心山本的狀況。                                                                                               |
| 稲葉義男   | 宇垣纏     | 山本身旁的參謀總長，在珍珠港事變之前相當了解山本的心境狀況。 |
| 久保明     | 高野大尉   | 木村的上司，曾和他一起加入珍珠港之戰，最後在南太平洋之戰中戰死。 |
| 太田博之   | 野上飛曹   | 和木村同機的航空隊員，在南太平洋海戰中戰死。 |
| 池田秀一   | 本田三飛曹 | 山本五十六於岩國基地視察時因嗓門大而被山本注意，後來在山本的最後一次視察時擔任護航飛行員，最後目睹山本被擊落身亡。                                                     |

## 外部連結
- 聯合艦隊司令長官　山本五十六（日語）